# Sesbania brevipedunculata
Sesbania brevipedunculata är en ärtväxtart som beskrevs av Jan Bevington Gillett. Sesbania brevipedunculata ingår i släktet Sesbania och familjen ärtväxter. IUCN kategoriserar arten globalt som livskraftig. Inga underarter finns listade i Catalogue of Life.